# فیلادلفیا (توکانتینس)
فیلادلفیا (به پرتغالی: Filadélfia) یک منطقهٔ مسکونی در برزیل است که در توکانتینس واقع شده‌است. فیلادلفیا ۸٬۸۷۴ نفر جمعیت دارد.